# Goriceane
Goriceane (în bulgară Горичане, în română Pădureni) este un sat în partea de nord-est a Bulgariei. Aparține de Obștina Șabla, Regiunea Dobrici, Dobrogea de Sud.
Între anii 1913-1940 a făcut parte din plasa Balcic a județului Caliacra, România. Majoritatea locuitorilor erau găgăuzi.

## Demografie
Componența etnică a satului Goriceane
     Turci (3,65%)
     Bulgari (90,24%)
     Nicio identificare (0%)
     Altele (6,09%)
La recensământul din 2011, populația satului Goriceane era de 82 locuitori. Din punct de vedere etnic, majoritatea locuitorilor (90,24%) erau bulgari, cu o minoritate de turci (3,65%). Pentru 0,0% din locuitori nu este cunoscută apartenența etnică.